# Marcin Matkowski
 (Barlinek, 15 gennaio 1981) è un ex tennista polacco, specializzato nel doppio, specialità in cui ha raggiunto la settima posizione mondiale il 9 luglio 2012. Si è aggiudicato diciotto tornei, di cui quindici in coppia col connazionale Mariusz Fyrstenberg. Ha raggiunto tre finali nei tornei dello Slam: una in doppio maschile agli US Open 2011 con Fyrstenberg e due in doppio misto, una con Květa Peschke e una Lucie Hradecká. Ha disputato la finale anche alle ATP Finals 2011 con Fyrstenberg.

## Statistiche

### Doppio

#### Vittorie (18)
| Legenda                                                   |
| Grande Slam (0)                                           |
| Tennis Masters Cup / ATP World Tour Finals (0)            |
| Masters Series / ATP World Tour Master 1000 (2)           |
| International Series Gold / ATP World Tour 500 Series (4) |
| International Series / ATP World Tour 250 Series (12)     |

| Numero | Data              | Torneo                                         | Superficie  | Compagno             | Avversari in finale               | Punteggio              |
| 1.     | 28 luglio 2003    | Orange Prokom Open, Sopot                      | Terra rossa | Mariusz Fyrstenberg  | František Čermák Leoš Friedl      | 6–4, 6(7)–7, 6–3       |
| 2.     | 23 febbraio 2004  | Brasil Open, Bahia                             | Terra rossa | Mariusz Fyrstenberg  | Tomas Behrend Leoš Friedl         | 6–2, 6–2               |
| 3.     | 1º agosto 2005    | Orange Prokom Open, Sopot (2)                  | Terra rossa | Mariusz Fyrstenberg  | Lucas Arnold Ker Sebastián Prieto | 7–6(7), 6–4            |
| 4.     | 11 settembre 2006 | BCR Open Romania, Bucarest                     | Terra rossa | Mariusz Fyrstenberg  | Martín García Luis Horna          | 6(5)–7, 7–6(5), [10–8] |
| 5.     | 30 luglio 2007    | Orange Prokom Open, Sopot (3)                  | Terra rossa | Mariusz Fyrstenberg  | Martín García Sebastián Prieto    | 6–1, 6–1               |
| 6.     | 7 ottobre 2007    | Vienna Open, Vienna                            | Terra rossa | Mariusz Fyrstenberg  | Christopher Kas Tomas Behrend     | 6–4, 6–2               |
| 7.     | 9 giugno 2008     | Orange Prokom Open, Varsavia (4)               | Terra rossa | Mariusz Fyrstenberg  | Nikolaj Davydenko Jurij Ščukin    | 6–0, 3–6, [10–4]       |
| 8.     | 12 ottobre 2008   | Mutua Madrileña Madrid Open, Madrid            | Terra rossa | Mariusz Fyrstenberg  | Mahesh Bhupathi Mark Knowles      | 7–6(2), 7–6(8)         |
| 9.     | 19 giugno 2009    | Eastbourne International, Eastbourne           | Erba        | Mariusz Fyrstenberg  | Travis Parrott Filip Polášek      | 6–4, 6–4               |
| 10.    | 28 settembre 2009 | Malaysian Open, Kuala Lumpur                   | Terra rossa | Mariusz Fyrstenberg  | Igor' Kunicyn Jaroslav Levinský   | 6–2, 6–1               |
| 11.    | 18 giugno 2010    | Eastbourne International, Eastbourne (2)       | Erba        | Mariusz Fyrstenberg  | Colin Fleming Ken Skupski         | 6–3, 5–7, [10–8]       |
| 12.    | 29 aprile 2012    | Barcelona Open Banc Sabadell, Barcellona       | Terra rossa | Mariusz Fyrstenberg  | Marcel Granollers Marc López      | 2-6, 7–6(7), [10-8]    |
| 13.    | 13 ottobre 2012   | Mutua Madrid Open, Madrid (2)                  | Terra blu   | Mariusz Fyrstenberg  | Robert Lindstedt Horia Tecău      | 6-3, 6-4               |
| 14.    | 21 luglio 2013    | International German Open, Amburgo             | Terra rossa | Mariusz Fyrstenberg  | Alexander Peya Bruno Soares       | 3-6, 6-1, [10-8]       |
| 15.    | 21 settembre 2014 | Open de Moselle, Metz                          | Cemento (i) | Mariusz Fyrstenberg  | Marin Draganja Henri Kontinen     | 6(3)–7, 6–3, [10–8]    |
| 16.    | 28 settembre 2014 | Malaysian Open, Kuala Lumpur (2)               | Cemento (i) | Leander Paes         | Jamie Murray John Peers           | 3–6, 7–6(5), [10–5]    |
| 17.    | 9 ottobre 2016    | Rakuten Japan Open Tennis Championships, Tokyo | Cemento     | Marcel Granollers    | Raven Klaasen Rajeev Ram          | 6-2, 7–6(4)            |
| 18.    | 14 gennaio 2017   | ASB Classic, Auckland                          | Cemento     | Aisam-ul-Haq Qureshi | Jonathan Erlich Scott Lipsky      | 1-6, 6-2, [10-3]       |

#### Finali perse (30)
| Legenda                                                   |
| Grande Slam (1)                                           |
| Tennis Masters Cup / ATP World Tour Finals (1)            |
| Masters Series / ATP World Tour Master 1000 (7)           |
| International Series Gold / ATP World Tour 500 Series (7) |
| International Series / ATP World Tour 250 Series (14)     |

| Numero | Data              | Torneo                                            | Superficie    | Compagno            | Avversari in finale                    | Punteggio               |
| 1.     | 26 settembre 2005 | Campionati Internazionali di Sicilia, Palermo (1) | Terra rossa   | Mariusz Fyrstenberg | Martín García Mariano Hood             | 2-6, 3-6                |
| 2.     | 20 febbraio 2006  | Brasil Open, Bahia                                | Terra rossa   | Mariusz Fyrstenberg | Lukáš Dlouhý Pavel Vízner              | 1-6, 4-6, [3-10]        |
| 3.     | 24 aprile 2006    | Torneo Godó, Barcellona (1)                       | Terra rossa   | Mariusz Fyrstenberg | Mark Knowles Daniel Nestor             | 2-6, 7–6(4), [5-10]     |
| 4.     | 21 agosto 2006    | Pilot Pen Tennis, New Haven (1)                   | Cemento       | Mariusz Fyrstenberg | Jonathan Erlich Andy Ram               | 3-6, 3-6                |
| 5.     | 25 settembre 2006 | Campionati Internazionali di Sicilia, Palermo (2) | Terra rossa   | Mariusz Fyrstenberg | Martín García Luis Horna               | 6(1)–7, 6(2)–7          |
| 6.     | 24 ottobre 2006   | Swiss Indoors, Basilea                            | Sintetico (i) | Mariusz Fyrstenberg | Mark Knowles Daniel Nestor             | 6-4, 4-6, [8-10]        |
| 7.     | 19 agosto 2007    | Pilot Pen Tennis, New Haven (2)                   | Cemento       | Mariusz Fyrstenberg | Mahesh Bhupathi Nenad Zimonjić         | 3-6, 3-6                |
| 8.     | 1º ottobre 2007   | Open de Moselle, Metz (1)                         | Cemento (i)   | Mariusz Fyrstenberg | Arnaud Clément Michaël Llodra          | 1-6, 4-6                |
| 9.     | 15 ottobre 2007   | Mutua Madrileña Madrid Open, Madrid (1)           | Cemento (i)   | Mariusz Fyrstenberg | Bob Bryan Mike Bryan                   | 3-6, 6(4)–7             |
| 10.    | 28 aprile 2008    | Torneo Godó, Barcellona (2)                       | Terra rossa   | Mariusz Fyrstenberg | Bob Bryan Mike Bryan                   | 3-6, 2-6                |
| 11.    | 8 settembre 2008  | BCR Open Romania, Bucarest                        | Terra rossa   | Mariusz Fyrstenberg | Nicolas Devilder Paul-Henri Mathieu    | 6(4)–7, 7–6(9), [20-22] |
| 12.    | 29 settembre 2008 | Open de Moselle, Metz (2)                         | Cemento (i)   | Mariusz Fyrstenberg | Arnaud Clément Michaël Llodra          | 7-5, 3-6, [8-10]        |
| 13.    | 9 agosto 2009     | Legg Mason Tennis Classic, Washington             | Cemento       | Mariusz Fyrstenberg | Martin Damm Robert Lindstedt           | 5-7, 6(3)–7             |
| 14.    | 12 ottobre 2009   | Shanghai Masters, Shanghai (1)                    | Cemento       | Mariusz Fyrstenberg | Julien Benneteau Jo-Wilfried Tsonga    | 2-6, 4-6                |
| 15.    | 3 ottobre 2010    | Malaysian Open, Kuala Lumpur                      | Cemento       | Mariusz Fyrstenberg | František Čermák Michal Mertiňák       | 6(3)–7, 6(5)–7          |
| 16.    | 10 ottobre 2010   | China Open, Pechino                               | Cemento       | Mariusz Fyrstenberg | Bob Bryan Mike Bryan                   | 1-6, 6(5)–7             |
| 17.    | 17 ottobre 2010   | Shanghai Masters, Shanghai (2)                    | Cemento       | Mariusz Fyrstenberg | Jürgen Melzer Leander Paes             | 5-7, 6-4, [5-10]        |
| 18.    | 31 ottobre 2010   | Vienna Open, Vienna                               | Cemento       | Mariusz Fyrstenberg | Daniel Nestor Nenad Zimonjić           | 5-7, 6-3, [5-10]        |
| 19.    | 11 settembre 2011 | US Open, New York                                 | Cemento       | Mariusz Fyrstenberg | Philipp Petzschner Jürgen Melzer       | 2-6, 2-6                |
| 20.    | 26 novembre 2011  | ATP World Tour Finals, Londra                     | Cemento (i)   | Mariusz Fyrstenberg | Maks Mirny Daniel Nestor               | 5-7, 3-6                |
| 21.    | 3 marzo 2012      | Dubai Tennis Championships, Dubai (1)             | Cemento       | Mariusz Fyrstenberg | Rohan Bopanna Mahesh Bhupathi          | 4-6, 6-3, [5-10]        |
| 22.    | 30 marzo 2013     | Sony Ericsson Open, Miami                         | Cemento       | Mariusz Fyrstenberg | Aisam-ul-Haq Qureshi Jean-Julien Rojer | 4-6, 1-6                |
| 23.    | 27 aprile 2014    | BRD Năstase Țiriac Trophy, Bucarest               | Terra rossa   | Mariusz Fyrstenberg | Jean-Julien Rojer Horia Tecău          | 4-6, 4-6                |
| 24.    | 2 novembre 2014   | BNP Paribas Masters, Parigi                       | Cemento (i)   | Jürgen Melzer       | Bob Bryan Mike Bryan                   | 6(5)–7, 7-5, [6-10]     |
| 25.    | 10 maggio 2015    | Mutua Madrid Open, Madrid (2)                     | Terra rossa   | Nenad Zimonjić      | Rohan Bopanna Florin Mergea            | 2-6, 7–6(5), [9-11]     |
| 26.    | 21 giugno 2015    | Queen's Club Championships, Londra                | Erba          | Nenad Zimonjić      | Pierre-Hugues Herbert Nicolas Mahut    | 2–6, 2–6                |
| 27.    | 23 agosto 2015    | Western & Southern Open, Cincinnati               | Cemento       | Nenad Zimonjić      | Daniel Nestor Édouard Roger-Vasselin   | 2–6, 2–6                |
| 28.    | 1º maggio 2016    | Millennium Estoril Open, Cascais                  | Terra rossa   | Łukasz Kubot        | Eric Butorac Scott Lipsky              | 4-6, 6-3, [8-10]        |
| 29.    | 4 marzo 2017      | Dubai Tennis Championships, Dubai (2)             | Cemento       | Rohan Bopanna       | Jean-Julien Rojer Horia Tecău          | 6-4, 3-6, [3-10]        |
| 23.    | 17 giugno 2018    | Mercedes Cup, Stoccarda                           | Erba          | Robert Lindstedt    | Philipp Petzschner Tim Pütz            | 6(5)–7, 3-6             |

### Doppio misto

#### Finali perse (2)
| Tornei del Grande Slam  |
| ----------------------- |
| Australian Open (0)     |
| Open di Francia (1)     |
| Torneo di Wimbledon (0) |
| US Open (1)             |

| N. | Data             | Torneo                  | Superficie  | Compagna       | Avversari in finale              | Punteggio            |
| 1. | 4 giugno 2012    | US Open, New York       | Cemento     | Květa Peschke  | Ekaterina Makarova Bruno Soares  | 7–6(8), 1–6, [10–12] |
| 2. | 6 settembre 2015 | Open di Francia, Parigi | Terra rossa | Lucie Hradecká | Bethanie Mattek-Sands Mike Bryan | 6(3)–7, 1–6          |

## Risultati in progressione
| Sigla | Risultato               |
| ----- | ----------------------- |
| V     | Vincitore               |
| F     | Finalista               |
| SF    | Semifinalista           |
| O     | Oro olimpico            |
| A     | Argento olimpico        |
| SF    | Bronzo olimpico         |
| QF    | Quarti di Finale        |
| 4T    | Quarto turno            |
| 3T    | Terzo turno             |
| 2T    | Secondo turno           |
| 1T    | Primo turno             |
| RR    | Round Robin             |
| LQ    | Turno di qualificazione |
| A     | Assente                 |
| ND    | Non disputato           |

| Legenda superfici    |
| -------------------- |
| Cemento              |
| Terra battuta        |
| Erba                 |
| Superficie variabile |

### Doppio
| Tornei Grande Slam            |     |               |               |               |     |               |               |               |     |               |               |               |     |     |       |
| Australian Open, Melbourne    | A   | 1T            | SF            | 1T            | 3T  | QF            | 2T            | QF            | QF  | 1T            | 3T            | 2T            | 2T  | 2T  | 21-13 |
| Open di Francia, Parigi       | 3T  | 3T            | 2T            | 1T            | 2T  | 2T            | QF            | 1T            | 3T  | QF            | 1T            | QF            | QF  | 2T  | 22-14 |
| Wimbledon, Londra             | 2T  | 2T            | 1T            | 1T            | 1T  | 1T            | 2T            | 1T            | 1T  | 3T            | 2T            | QF            | 2T  | QF  | 14-14 |
| US Open, New York             | 2T  | 1T            | 3T            | 3T            | 1T  | 1T            | QF            | F             | 1T  | 1T            | 3T            | QF            | 2T  |     | 19-13 |
| Vittorie-Sconfitte            | 4-3 | 3-4           | 7-4           | 2-4           | 3–4 | 4–4           | 8–4           | 8–4           | 5–4 | 5–4           | 5–4           | 10–4          | 6–4 | 5-3 | 76-54 |
| Torneo di Fine Anno           |     |               |               |               |     |               |               |               |     |               |               |               |     |     |       |
| ATP World Tour Finals, Londra | A   | A             | RR            | A             | SF  | RR            | SF            | F             | A   | RR            | A             | RR            | A   | A   | 10-15 |
| Vittorie-Sconfitte            | 0-0 | 0-0           | 0-3           | 0-0           | 2-2 | 1-2           | 3-1           | 3-2           | 0-0 | 1-2           | 0-0           | 0-3           | 0-0 | 0-0 | 10-15 |
| Giochi Olimpici               |     |               |               |               |     |               |               |               |     |               |               |               |     |     |       |
| Giochi Olimpici               | 1T  | Non disputati | Non disputati | Non disputati | QF  | Non disputati | Non disputati | Non disputati | 1T  | Non disputati | Non disputati | Non disputati | 2T  | ND  | 3-4   |
| Vittorie-Sconfitte            | 0-1 | Non disputati | Non disputati | Non disputati | 2-1 | Non disputati | Non disputati | Non disputati | 0-1 | Non disputati | Non disputati | Non disputati | 1-1 | ND  | 3-4   |

### Doppio misto
| Tornei Grande Slam         |               |               |               |               |               |               |               |               |     |               |               |               |     |     |       |
| Australian Open, Melbourne | A             | A             | A             | 1T            | 2T            | 1T            | 1T            | 2T            | 2T  | SF            | 2T            | 1T            | 1T  | 1T  | 7-11  |
| Open di Francia, Parigi    | A             | A             | QF            | 2T            | 1T            | 2T            | QF            | 2T            | 2T  | 1T            | 1T            | F             | 1T  | QF  | 14-12 |
| Wimbledon, Londra          | 2T            | A             | 1T            | QF            | 2T            | 3T            | 2T            | 1T            | A   | QF            | A             | QF            | QF  | 2T  | 11-11 |
| US Open, New York          | A             | A             | A             | 1T            | 2T            | QF            | 2T            | QF            | F   | QF            | QF            | 1T            | 1T  |     | 14-10 |
| Vittorie-Sconfitte         | 1-1           | 0-0           | 2-2           | 3-4           | 3-4           | 4-4           | 3-4           | 4-4           | 6-3 | 7-4           | 3-3           | 6-4           | 2-4 | 2-4 | 46-44 |
| Giochi Olimpici            |               |               |               |               |               |               |               |               |     |               |               |               |     |     |       |
| Giochi Olimpici            | Non disputati | Non disputati | Non disputati | Non disputati | Non disputati | Non disputati | Non disputati | Non disputati | 1T  | Non disputati | Non disputati | Non disputati | A   | ND  | 0-1   |
| Vittorie-Sconfitte         | Non disputati | Non disputati | Non disputati | Non disputati | Non disputati | Non disputati | Non disputati | Non disputati | 0-1 | Non disputati | Non disputati | Non disputati | 0-0 | ND  | 0-1   |